# Podłęże (województwo łódzkie)
Podłęże – wieś w Polsce położona w województwie łódzkim, w powiecie łęczyckim, w gminie Świnice Warckie.
W latach 1975–1998 miejscowość położona była w województwie konińskim.